# Il sole nel cuore
Il sole nel cuore (April Love) è un film del 1957 diretto da Henry Levin. Il film ebbe una candidatura agli Academy Awards del 1959 per le migliori musiche e per la miglior canzone, April Song, di Paul Francis Webster.

## Trama
Nick Conover deve lasciare Chicago dopo essere stato messo in libertà condizionata per aver rubato un'auto. Parte quindi per il Kentucky dove va a vivere presso due zii che possiedono una fattoria. Lo zio non lo accoglie molto bene perché ancora provato per la morte del figlio, per fortuna la zia lo fa sentire a casa e la loro vicina ha una figlia che lo farà innamorare.